# Марзпан

Прапор Марзпанської Вірменії

Марзпан (намісник, вірм. Մարզպաններ,перс. مرزبان) — намісник перського шаханшаха в прикордонних військово-адміністративних округах Сасанідської імперії (Іберія, Вірменія та Албанія), V–VII століття.

## Історія

### Вірменське марзпанство
Вірменію було перетворено на марзпанство 428 року після ліквідації Вірменського царства (при цьому вірменські області Арцах та Утік увійшли до складу сусіднього Албанського марзапанства). З тридцяти п'яти марзпанів, які правили Вірменією упродовж двох століть, шестеро були вірменами (з родів Багратуні й Маміконянів), решта — персами. Марзпани не мали прав володарів і призначались тимчасово.
Марзпан мав верховну владу, він навіть міг виносити смертні вироки, але не міг втручатись до столітніх привілеїв вірменської знаті, нахарарів. В цілому країна мала широку автономію. Посади азарапета (міністра внутрішніх справ, громадських робіт і фінансів) й спарапета (командувача армією) були довірені вірменам. Всі нахарари мали власні армії, які відповідали розмірам їхніх володінь. «Державна кіннота» або «царське військо» перебувало під командуванням спарапета. Всі митарі були вірменами. Судами та школами керувало вірменське духівництво. Кілька разів вірменські нахарари ставали марзпанами, як, наприклад, Ваан Маміконян 485 року під час антиперського повстання.
За час правління марзпанов перські шахи тричі починали гоніння проти християн у Вірменії. Перси виявили терпимість до створення вірменської писемності та створення шкіл, вважаючи, що це буде сприяти духовному відокремленню Вірменії від Візантії, однак новий культурний рух серед вірменів зрештою призвів до тісніших відносин із візантійцями.

#### Марзпани (намісники) Вірменії
- Вехмір-Шапур (428−442).
- Васак Сюні (442−451)1
- Артр-Гормізд (451–465).
- Артр-Гушнасп (465−481).
- Саак Багратуні (481 − 82)1
- Шапур Райа (483−844).
- Антеган (484−485).
- Ваан Маміконян (485–505).
- Вард (Батрік) Маміконян (505−514).
- Пурзан (Бузан) (514−518).
- Мжеж I Гнуні (518−548)1
- Гушнасп-Баграм (548−555).
- Тан-Шапур (555−558).
- Вараздат (558−564).
- Сурен (564−572)1
- Вардан Маміконян (572)
- Міхран-Міхрвандак (572−574).
- Пилипос (Філіп) Сюні (574–576).
- Тахм-Хосров (577− 580).
- Вараз-Бузург (Взур) (580−581).
- Пахлав (581−588).
- Фраат (Фравардін) (588−591).
- Мушел Маміконян (591−593).
- Смбат Багратуні Багатопереможний (593–613).
- Парсаенпат (613−616).
- Намдер-Гушнасп (616−619).
- Шараблаган (619−624).
- Розбехан (624−628).
- Вараз-Тіроц II Багратуні (628−35, пом. 643).

640 року Вірменію було завойовано арабами.

### Іберійське марзпанство
З III ст. Іберійське царство було об'єктом протистояння спочатку Римської (потім Візантійської) імперії та Сасанідською державою. 363 року шахіншах Шапур II поставив на трон Вазар-Бакура I, встановивши над Іберією зверхність. Наступні повстання іберів було придушено З 411 року перси стали ставити свого намісника (пітіакша) для нагляду за Іберією. Його резиденцією був Армазі. Зрештою вони зробили цю посаду спадковою в правлячому домі Нижньої Картлі, таким чином започаткувавши Картлійський пітіакшат, який перебрав під свій контроль велику територію. Хоча він залишався частиною Іберійського царства, його намісники перетворили свій домен на центр перського впливу.
Повстання царів Вахтанга I у 482—502 роках, Гургена у 523 році завершилися поразками. Після цього цар Іберії мав лише номінальну владу, тоді як країною фактично правили перси. З 534 року правителі Іберії мали від персів титул марзпана, а від Візантії — царський титул. 540 року владу царя і марзпана було розділено. При цьому останній отримав фактичну владу. 
У 580 році шахіншах Ормізд IV скасував монархію після смерті царя Бакура III, і Іберія стала марзпанством. Частина іберійської знаті продовжила спротив у горах — головна гілка династії Хосровідів в Кахетії і молодша гілка Хосровідів — Гуараміди — в Кларджеті і Джавахеті. Марзпани збільшили опадаткування населення, а також активно впроваджували зороастризм, обмежуючи права християн. 
Під час нової війни Візантії і Персії у 582 році за підтримки першої Гуарам I з роду Гуарамідів отримав титул ерісмтавара (великого князя) і куропалата Іберії. Мирна угода 590 року між Візантією і Персією закріпила статус Іберійського князівства, яке визнало зверхність візантійського імператора. Лише після нової поразки від Візантії у 627 році марзпанство офіційно було скасовано.

#### Марзпани Іберії
- Піран Гушнасп (540—542)
- Вежан Бузміхр (542—545)
- Арванд Гушнасп (545)

### Албанське марзпанство
Після придушення антисасанідського повстання царя Ваче II 463 року Кавказьку Албанію було перетворено на марзпанство. Адміністративним центром стало новозбудоване місто Перозобад. 487 року внаслідок повстання Албанія здобула незалежність від Сасанідської імперії. Але 510 року перси відновили тут свою владу.
Після приєднання до Албанського марзпанства областей Арцах і Утік, його етнічний склад був переважно вірмено-албанським. В Арцаху і Утіку мешкали переважно вірмени і частково албани, утійці, на лівобережжі Кури - здебільшого албани і частково вірмени.

#### Марзпани Кавказької Албанії
- Себухт
- Вачаган (485—487)
- марзпанство скасовано
- Вараз-Григор (628—638)